# Skoczonos dębowiec
Skoczonos dębowiec (Orchestes quercus) – gatunek chrząszcza z rodziny ryjkowcowatych (Curculionidae).
Osiąga długość 2,5–3,5 mm. Jego ubarwienie jest brunatnobrązowe z jaśniejszą, sercowatą plamą na pokrywach. Wyróżnia się małym ryjkiem oraz wyraźnie zgrubiałymi tylnymi odnóżami skocznymi, które pozwalają mu na skakanie na stosunkowo duże odległości i z dużą szybkością podczas ucieczki lub przemieszczania się z liścia na liść.
Występuje w prawie całej Europie, oprócz północnej części Półwyspu Fennoskandzkiego; notowany był także na Bliskim Wschodzie i w Algierii. W Polsce jego zasięg występowania prawdopodobnie pokrywa się z zasięgiem dębu.